# Graf Zeppelin (1938)
Graf Zeppelin (Flugzeugträger A) – nieukończony lotniskowiec III Rzeszy z okresu II wojny światowej. Jedyny lotniskowiec w historii Niemiec.

## Historia
Prace projektowe nad niemieckimi lotniskowcami rozpoczęto na wiosnę 1934 roku. Podjęto decyzję o budowie dwóch jednostek Flugzeugträger A („Graf Zeppelin”) i Flugzeugträger B („Peter Strasser” – ku czci twórcy niemieckiego lotnictwa morskiego) o wyporności 23 430 ton. Prace nad okrętem trwały od 28 grudnia 1936. 8 grudnia 1938 w Kilonii w obecności Adolfa Hitlera i Hermanna Göringa dokonano wodowania pierwszego lotniskowca, któremu nadano imię na cześć konstruktora lotniczego Ferdinanda von Zeppelina. Prace nad obiema jednostkami trwały do wiosny 1940. Mimo znacznego zaawansowania w budowie zostały one jednak nagle przerwane na rozkaz Adolfa Hitlera. Prace pozwolono wznowić dopiero w 1941, ale tylko w odniesieniu do zwodowanego trzy lata wcześniej „Graf Zeppelina”. W tym czasie kadłub okrętu był przeholowywany najpierw do Gotenhafen (okupacyjna nazwa Gdyni), a później z powrotem do Kilonii. 2 lutego 1943 budowę ostatecznie wstrzymano, na skutek rozkazu Hitlera o wycofaniu ze służby wszystkich dużych jednostek, po bitwie na Morzu Barentsa. Ukończony w ponad 90% lotniskowiec „Graf Zeppelin” został w kwietniu odholowany do Szczecina. Tam została zdemontowana z niego większa część maszyn i uzbrojenia.
24 kwietnia 1945 w obliczu postępów wojsk radzieckich okręt został samozatopiony przez otwarcie zaworów dennych, a ładunkami wybuchowymi zniszczono jego elementy wyposażenia, w tym turbiny i windy lotnicze; został także uszkodzony przez artylerię. Po zdobyciu, latem 1945 lotniskowiec został podniesiony i 19 sierpnia 1945 formalnie wcielony do marynarki ZSRR. Nie podjęto jednak działań w kierunku jego ukończenia, a jedynie prowizorycznie zapewniono jego pływalność. Na skutek porozumienia brytyjsko-radzieckiego z grudnia 1946, przypadł on ZSRR, jednakże zaliczony do okrętów grupy C (okrętów, których przywrócenie do służby trwałoby ponad 6 miesięcy), które miały zostać zatopione lub złomowane. Władze ZSRR zdecydowały zatopić lotniskowiec na Morzu Bałtyckim, po przeprowadzeniu testów wytrzymałości na eksplozje ładunków wybuchowych, bombardowanie i ostrzał. „Graf Zeppelin” został wyholowany ze Świnoujścia 14 sierpnia 1947 i od 16 sierpnia prowadzono na nim próby wybuchów na jego pokładzie. Połączono to z bombardowaniem go przez bombowce Pe-2 jako okręt-cel, lecz z 88 bomb 50 kg trafiło 6. Ostatecznie okręt, znoszony przez wiatr na płyciznę, został dobity torpedami niszczyciela „Sławnyj” 17 sierpnia 1947. Niewykluczone jest, że został zatopiony przez marynarkę radziecką pod naciskiem armii sojuszniczych, które nie chciały dopuścić do tego, aby ZSRR miał w swoim posiadaniu lotniskowiec.
12 lipca 2006 kadłub lotniskowca odnalazła zajmująca się poszukiwaniem i wydobyciem ropy naftowej firma Petrobaltic w wodach Bałtyku 55 km na północ od Władysławowa na głębokości 87 m. Wykorzystywany przez nią statek badawczy m/v „St. Barbara” zaopatrzony w specjalistyczny sprzęt do sondowań podwodnych namierzył i zarejestrował wrak, jako pierwszy. 26 lipca 2006 okręt hydrograficzny ORP „Arctowski” przeprowadził podwodne badania zatopionej jednostki. 27 lipca 2006 polska Marynarka Wojenna oficjalnie potwierdziła, że zatopiony wrak to „Graf Zeppelin”.

## Galeria

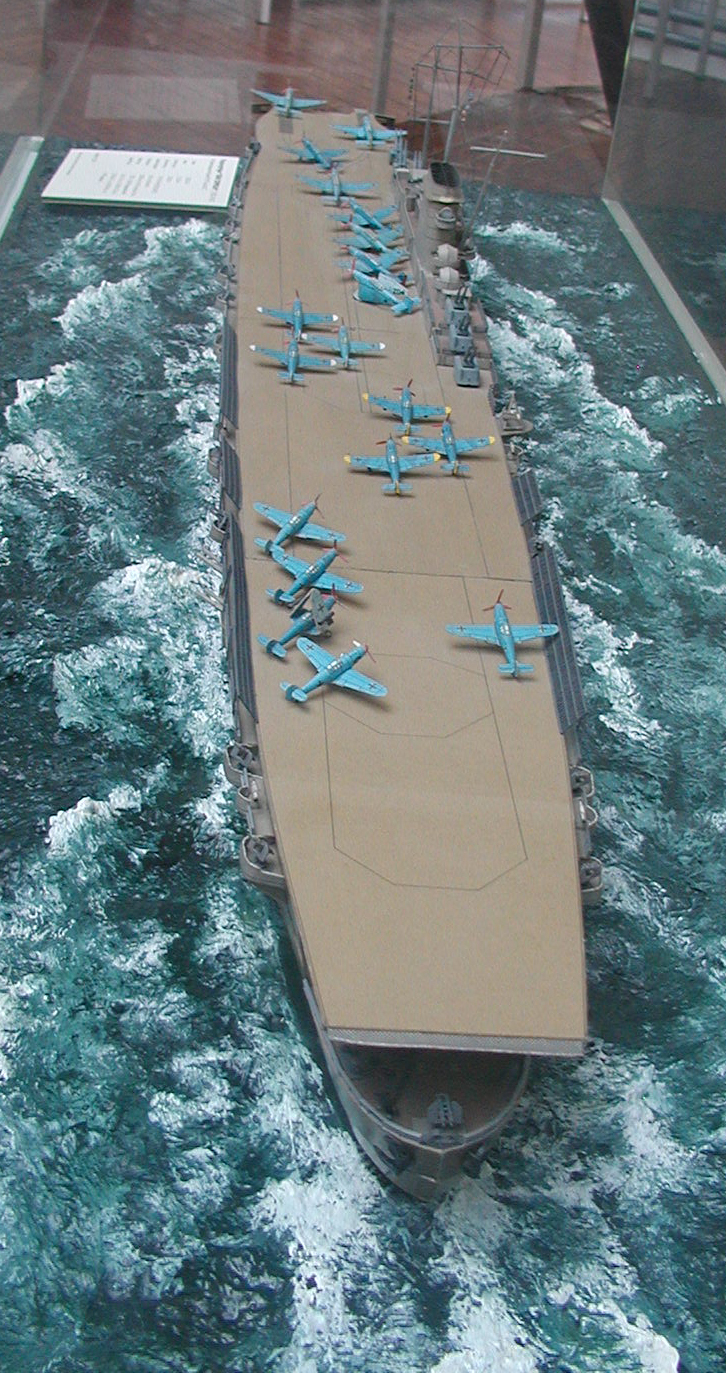
Model lotniskowca „Graf Zeppelin”
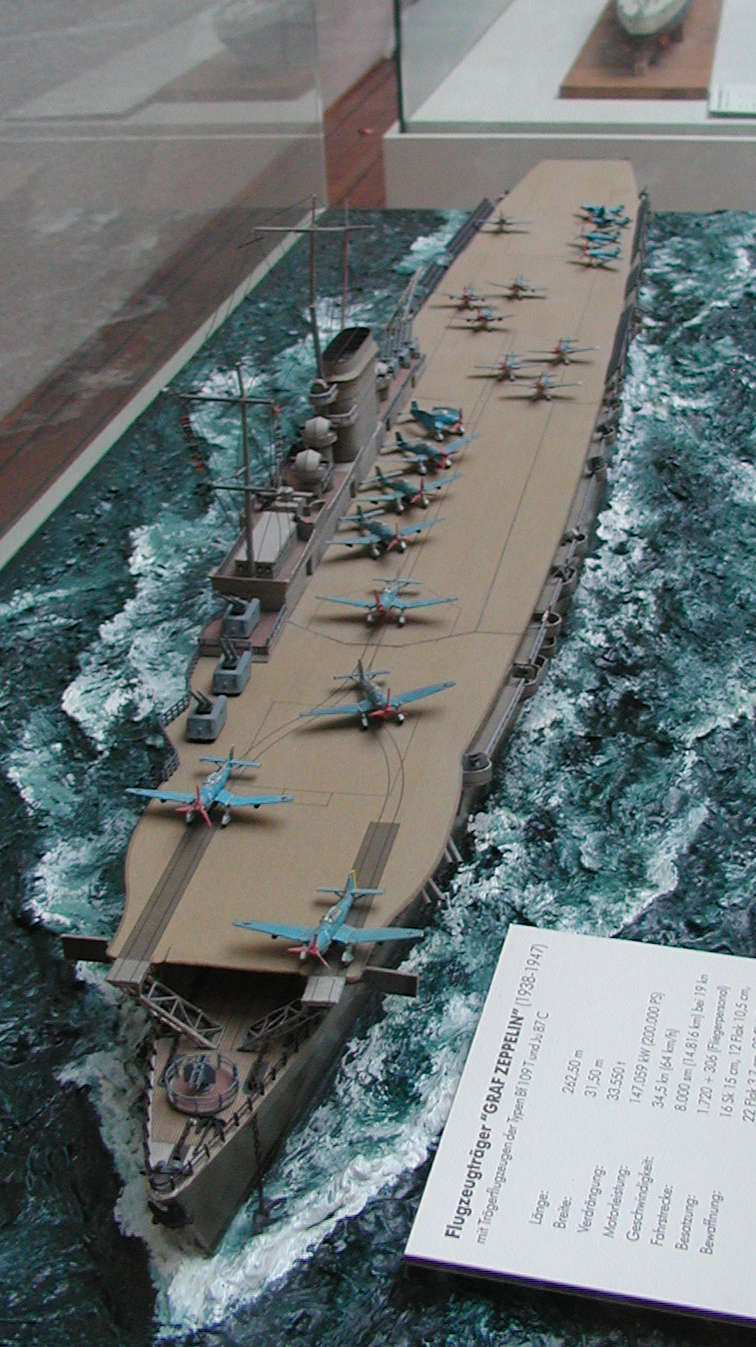
Model lotniskowca „Graf Zeppelin”
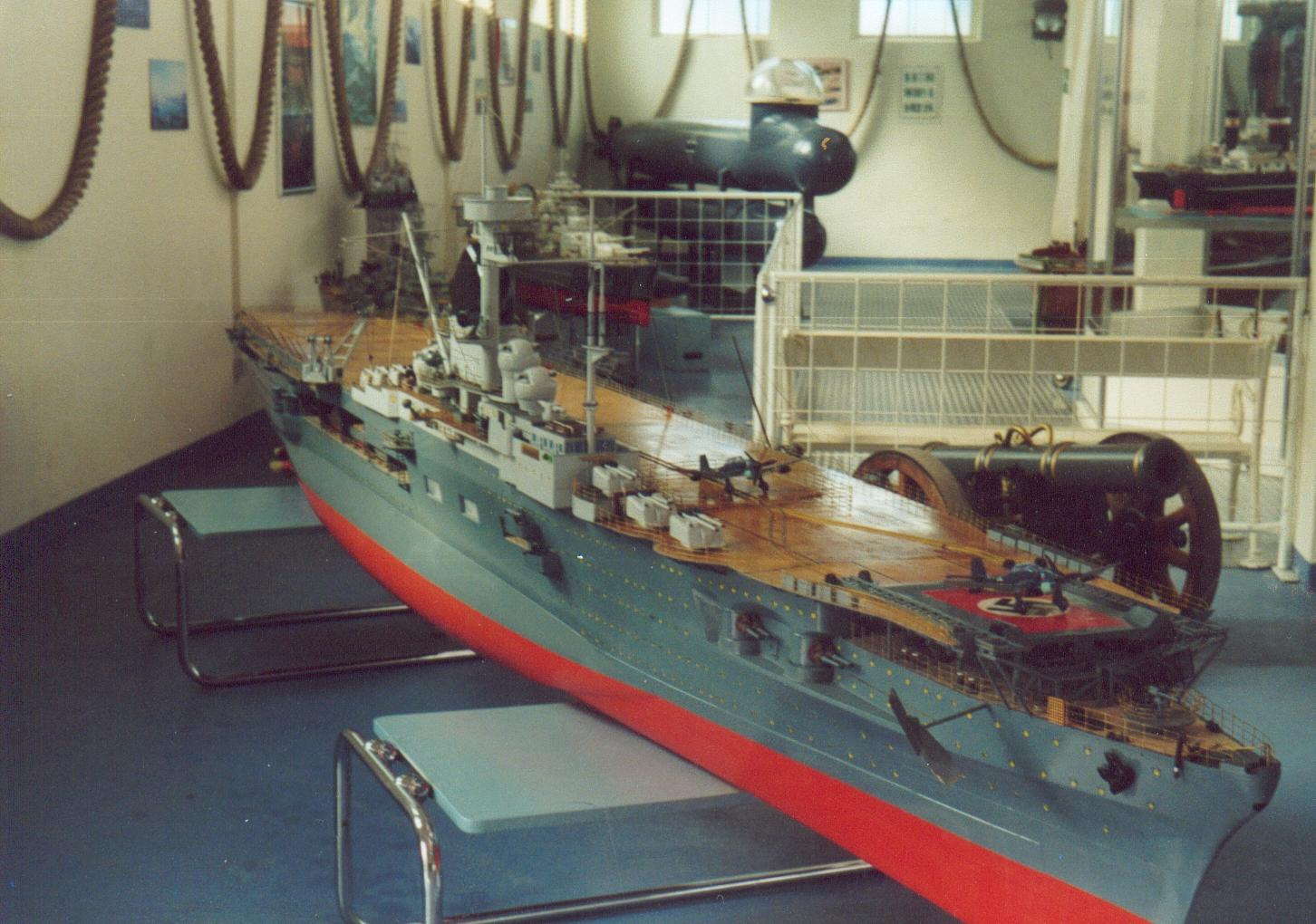
Model lotniskowca „Graf Zeppelin”, Muzeum Techniki w Speyer
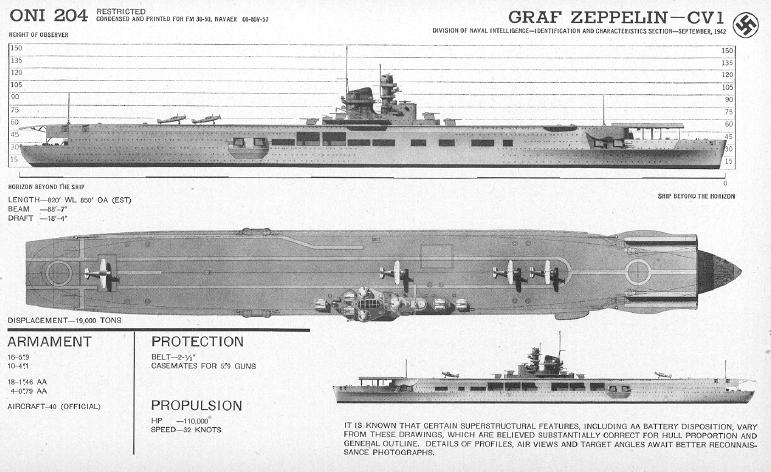
Tablica rozpoznawcza lotniskowca
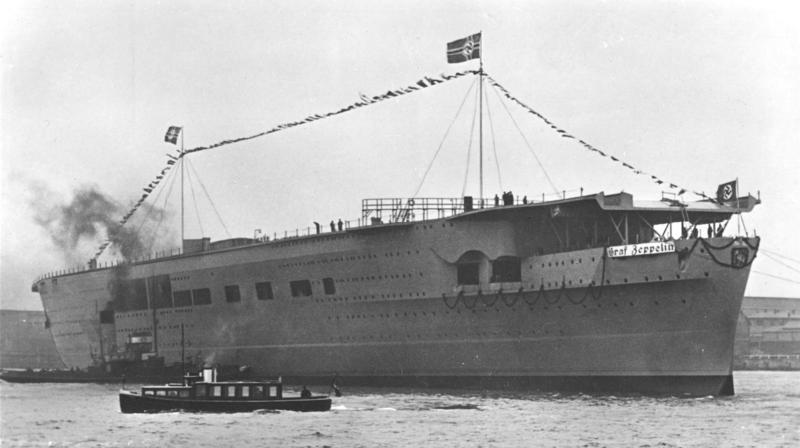
Lotniskowiec „Graf Zeppelin” po wodowaniu
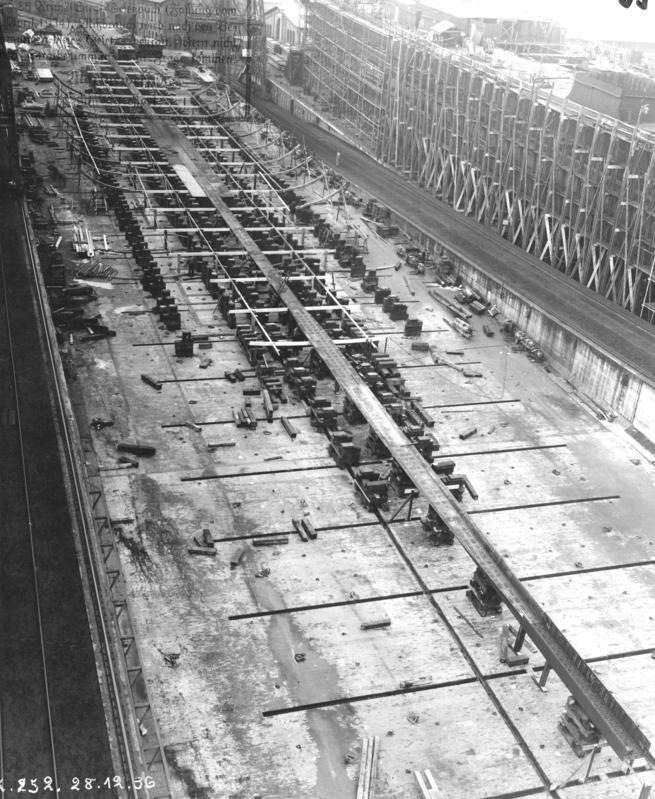
Stępka dla lotniskowca „Graf Zeppelin” w grudniu 1936 r.
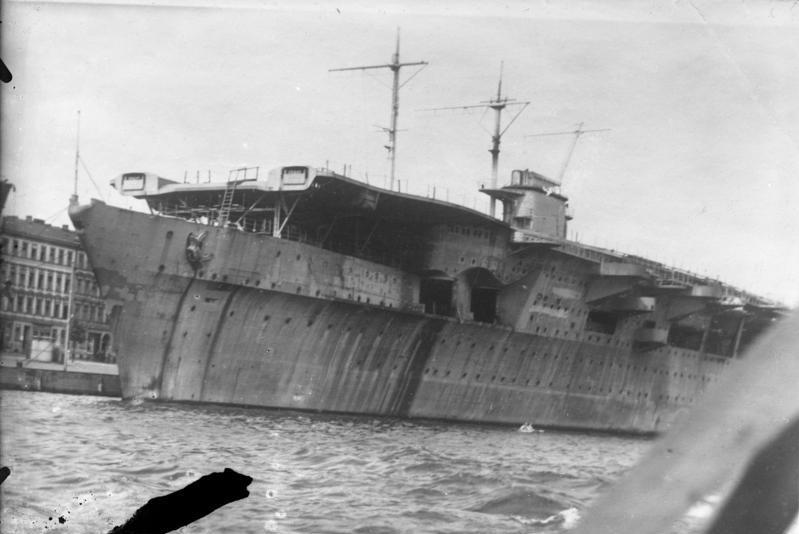
Lotniskowiec „Graf Zeppelin” zacumowany w Szczecinie w połowie 1941 r.
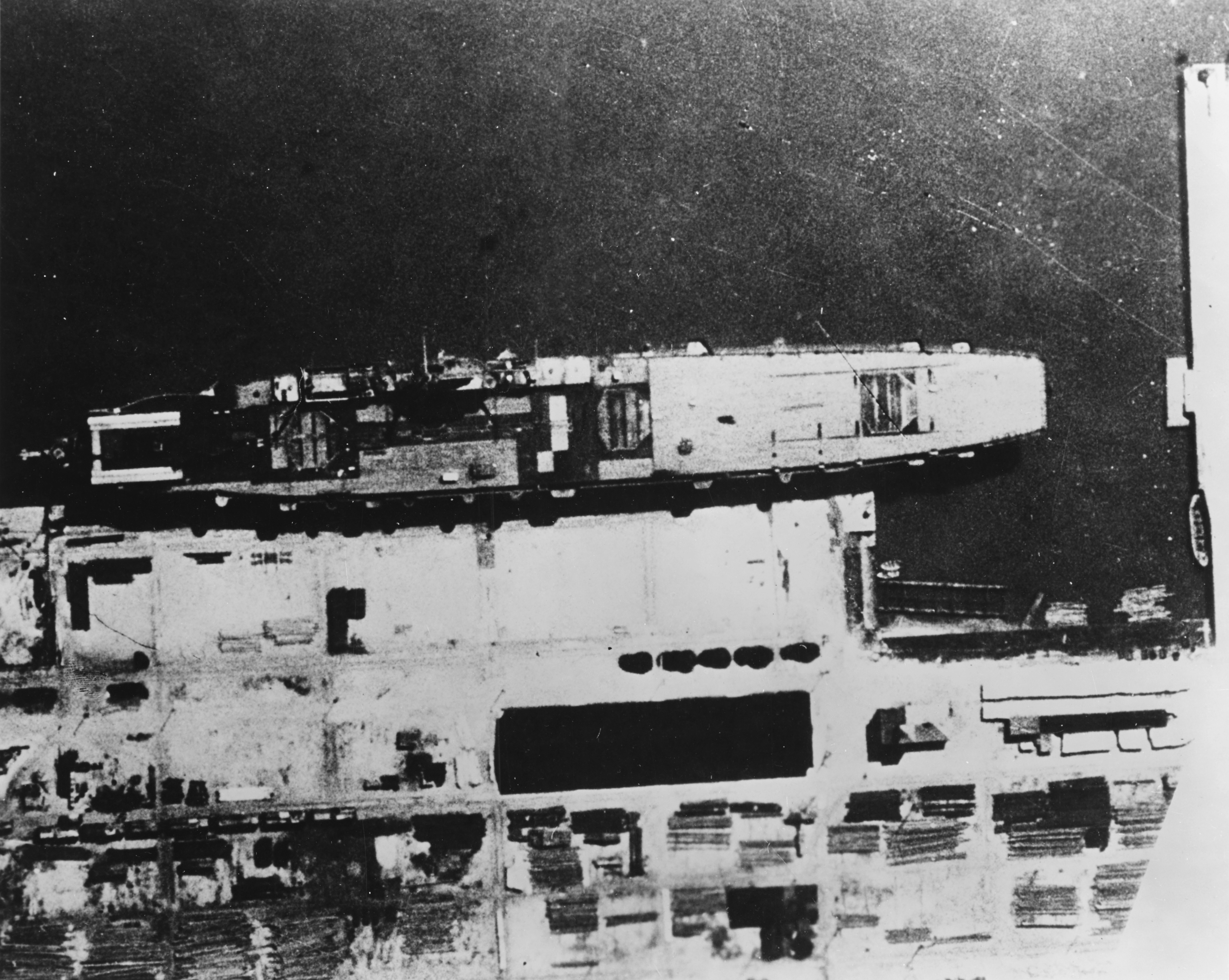
Lotniskowiec „Graf Zeppelin” widziany z powietrza 6 lutego 1942 r. w Gdyni, wówczas zwanej Gotenhafen
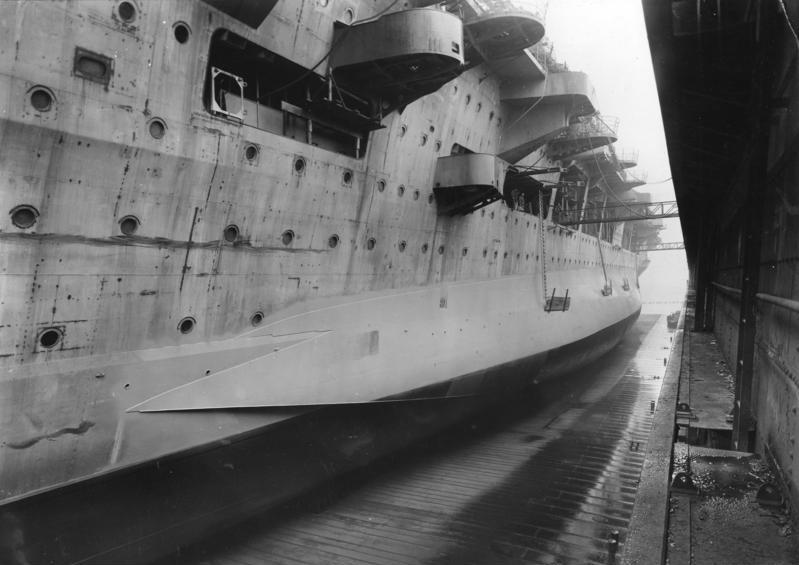
Lotniskowiec „Graf Zeppelin” w suchym doku w marcu 1943 r.
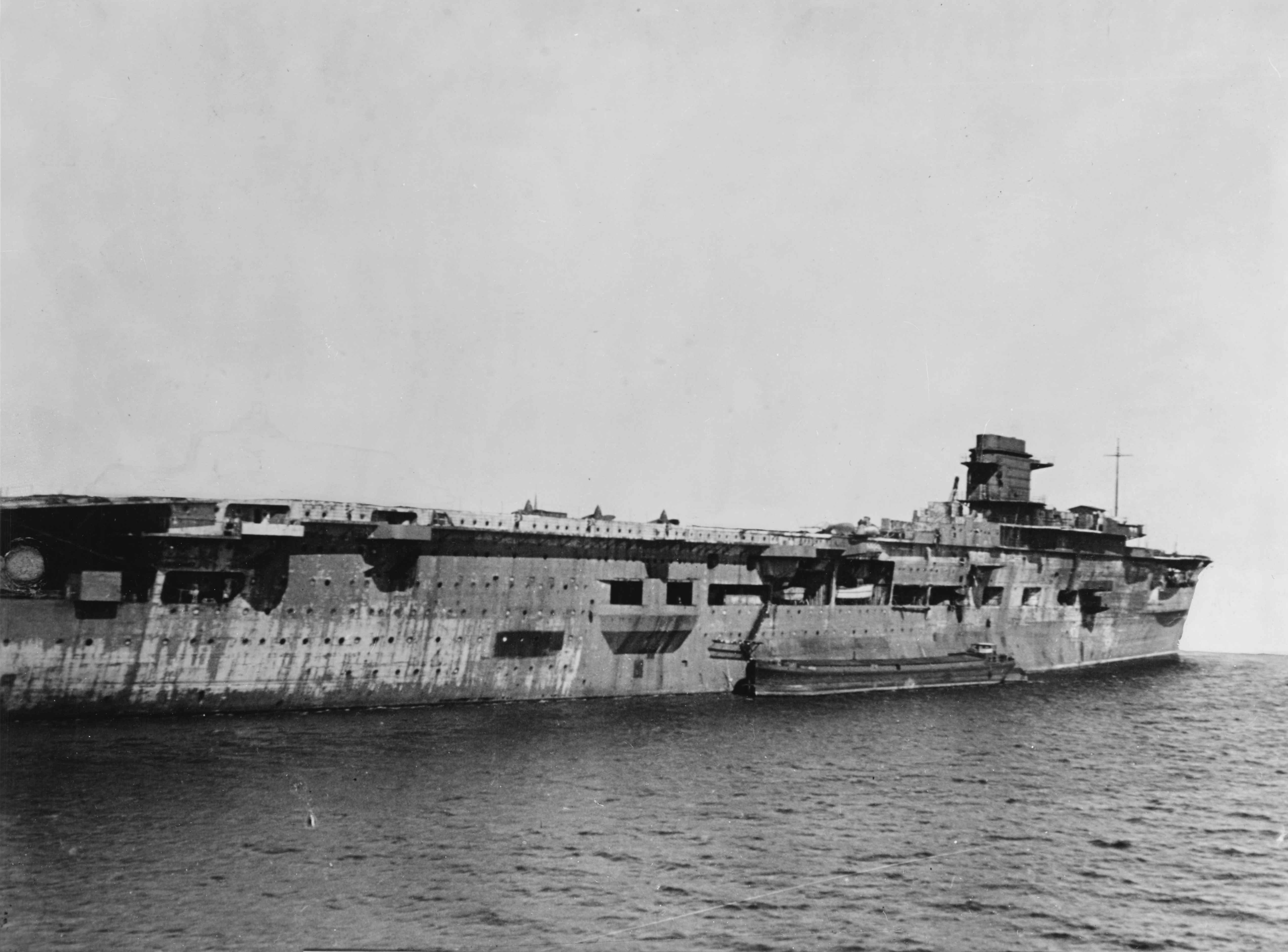
Lotniskowiec „Graf Zeppelin” w Świnoujściu 5 kwietnia 1945 r. po podniesieniu wraku z dna i zapewnieniu pływalności w marcu 1946 pod sowieckim zarządem, zatopiony ponownie jako cel ćwiczebny na Bałtyku 16 sierpnia 1947 r.
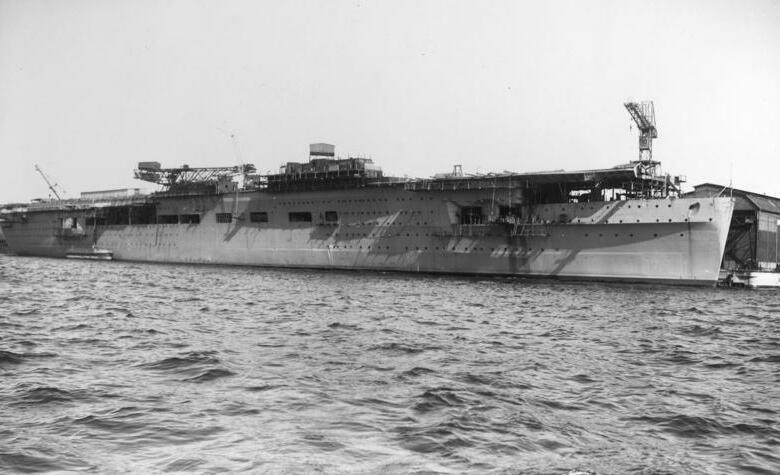
Lotniskowiec „Graf Zeppelin” w czerwcu 1939 r.
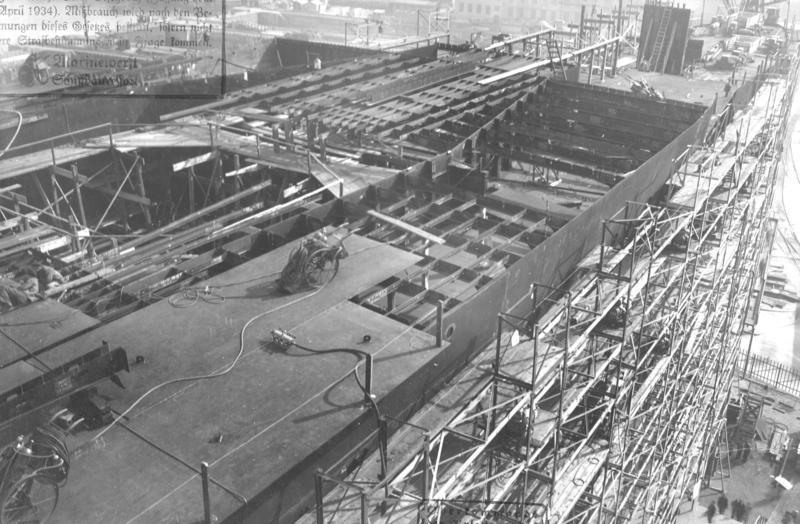
Lotniskowiec „Graf Zeppelin” w trakcie prac konstrukcyjnych 21 września 1938 r. w stoczni Deutsche Werke w Kilonii
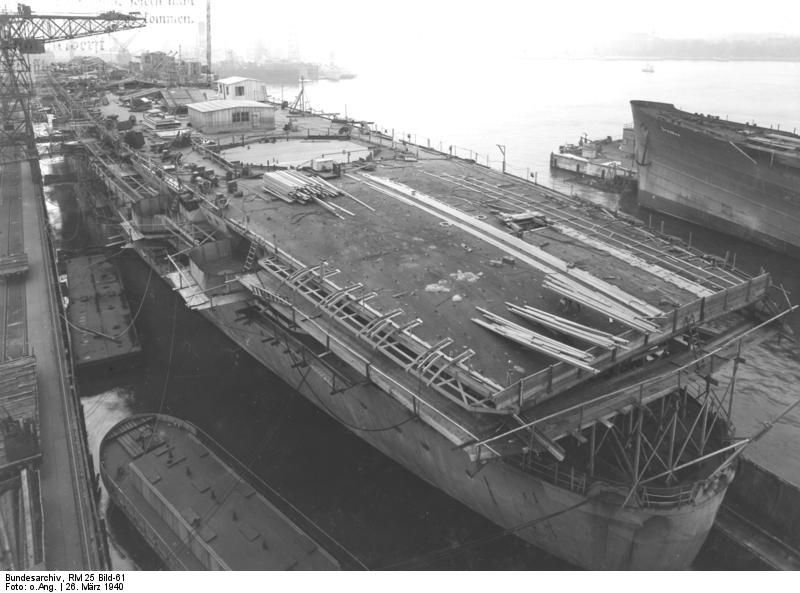
Lotniskowiec „Graf Zeppelin” w trakcie prac konstrukcyjnych, widziane od strony bakburty rufa i pokład lotniczy
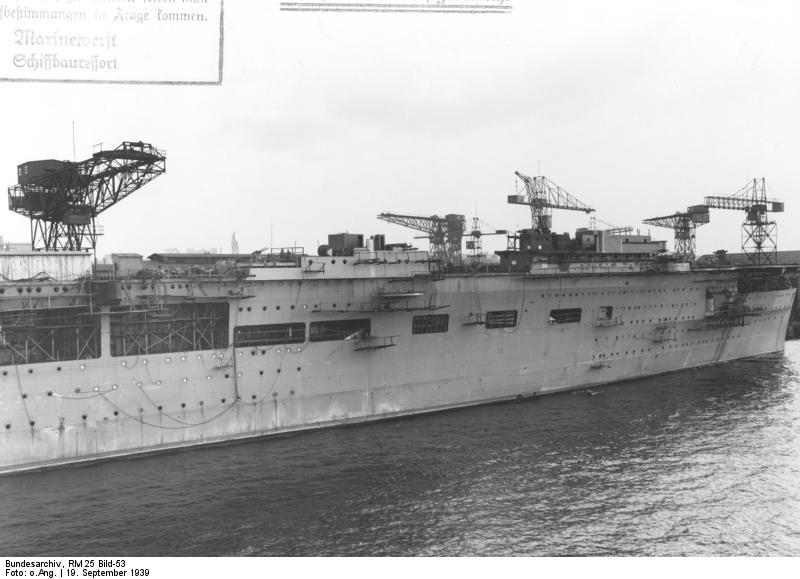
Lotniskowiec „Graf Zeppelin” w trakcie prac konstrukcyjnych, widziany od strony sterburty
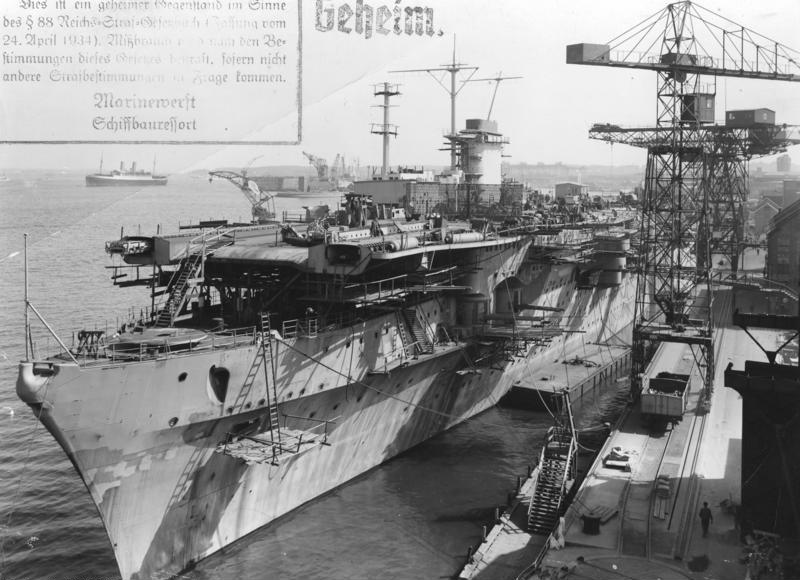
Lotniskowiec „Graf Zeppelin” w trakcie prac konstrukcyjnych, widziane od strony bakburty dziób i pokład lotniczy